# Jolie Holland

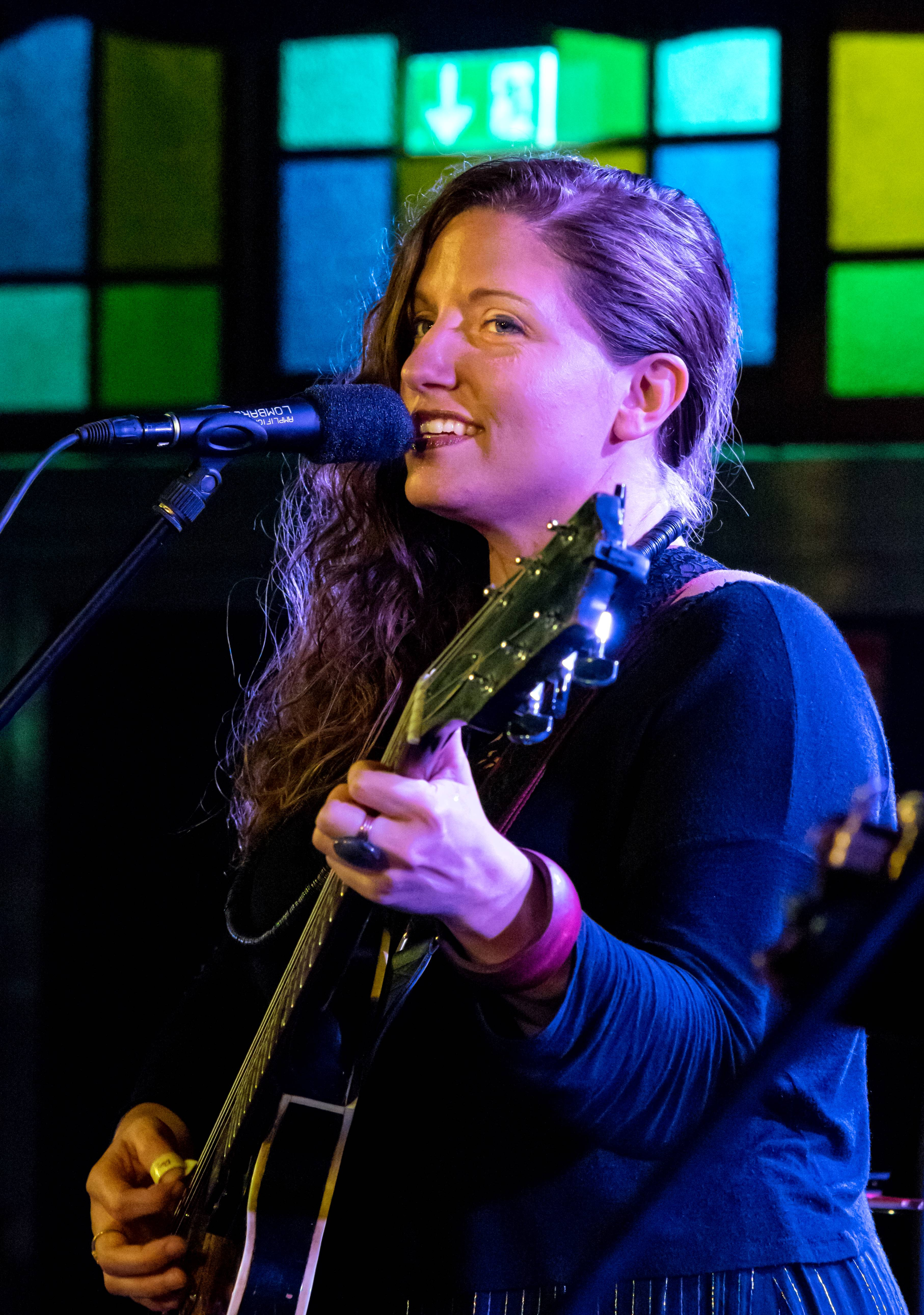
Zelt-Musik-Festival en 2015 Friburgo de Brisgovia, Alemania

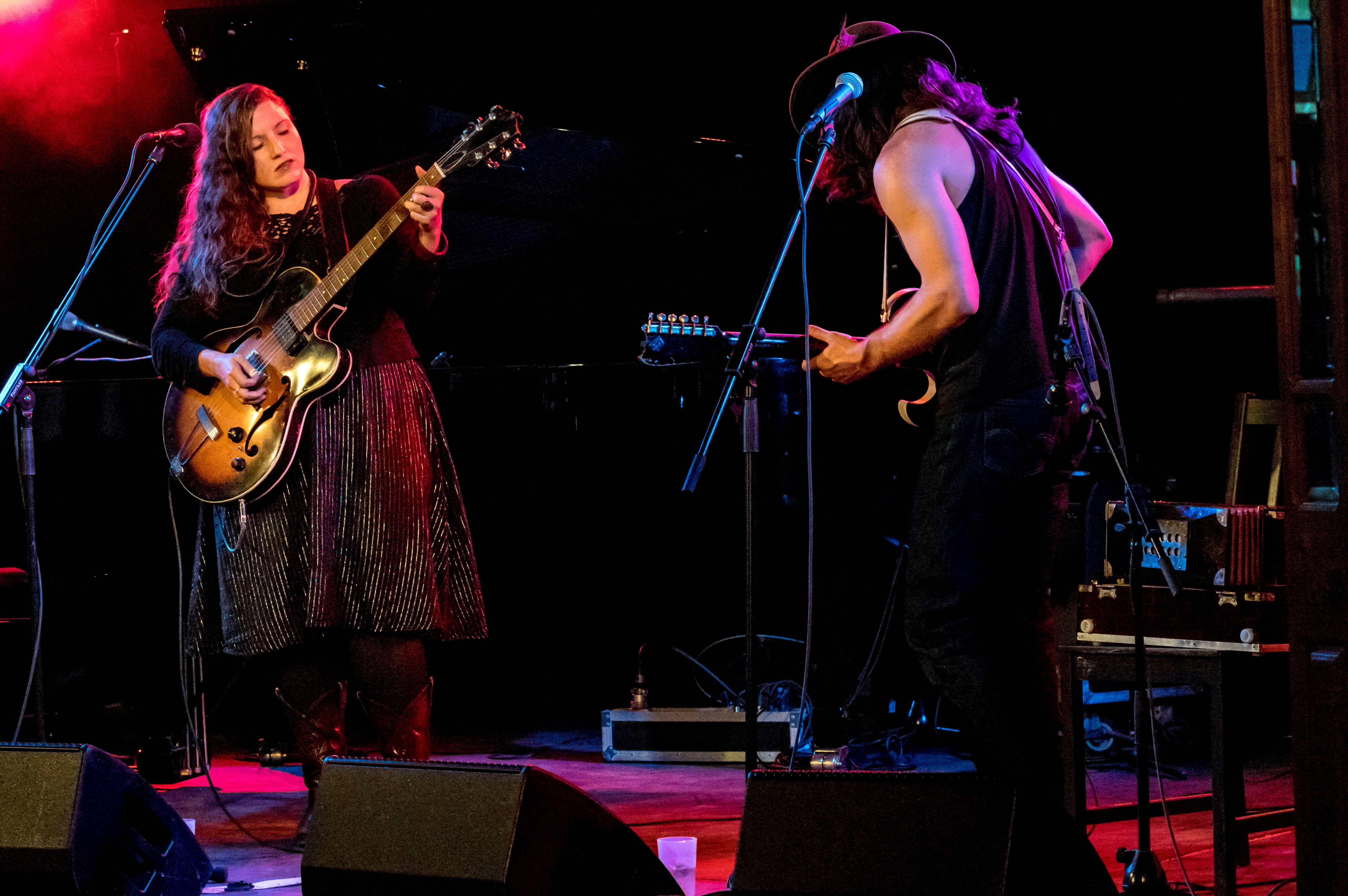
Zelt-Musik-Festival en 2015 Friburgo de Brisgovia, Alemania

 Jolie Holland  (Houston, Texas, 11 de septiembre de 1975) es una cantante y artista norteamericana que combina elementos de música folk, costumbrista, country, rock, jazz y blues . Fue miembro fundador del grupo The Be Good Tanyas . 

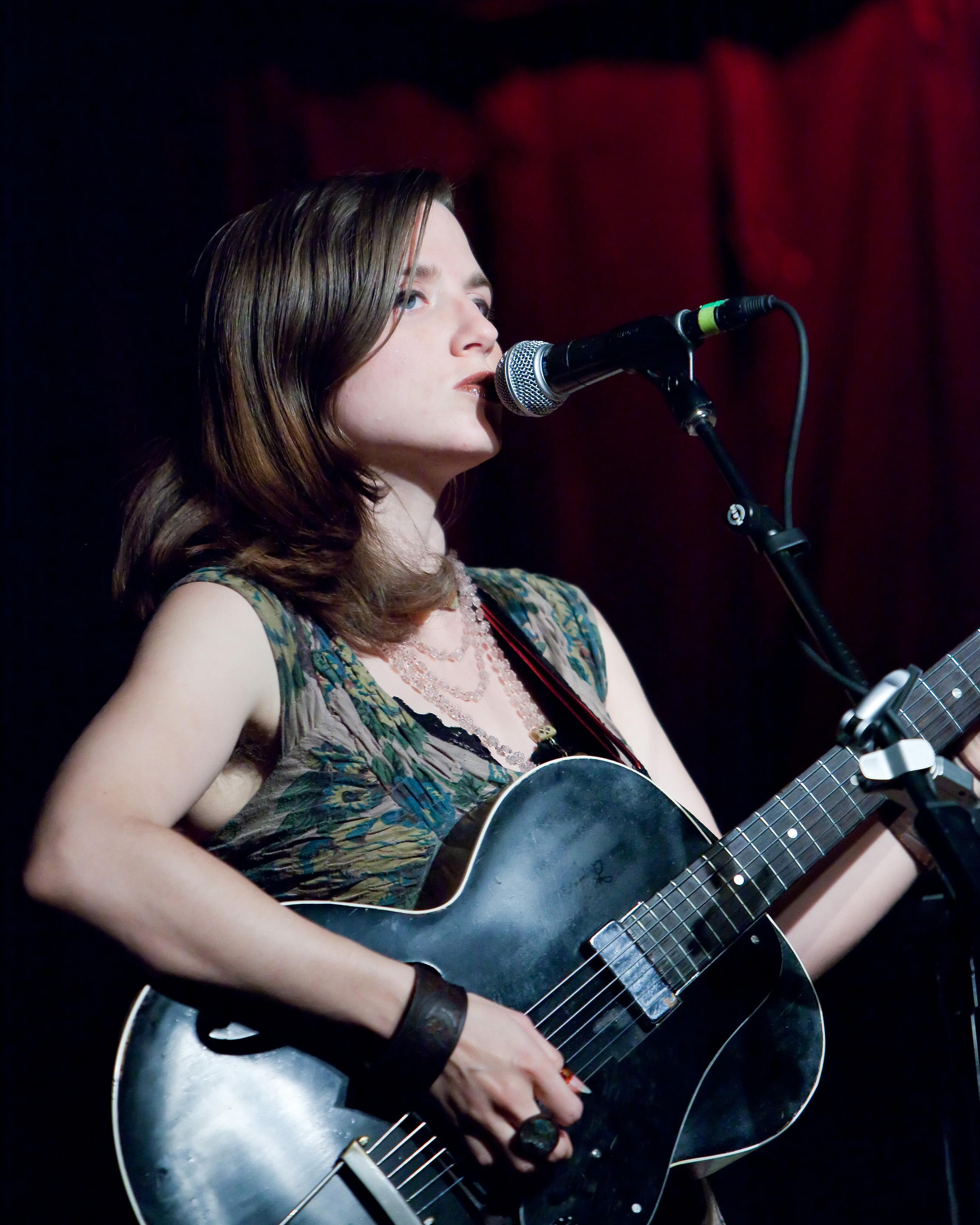

## Carrera
Cantantes antidiscográficas como Tom Waits y Sage Francis son fanáticos declarados de Holland: Waits la nominó para el Shortlist music prize mientras que Francis contó que el álbum de Holland  Escondida  fue el más escuchado por él en 2005. Holland colaboró con Francis en dos pistas de su álbum  Human the Death Dance. Nace en Tejas pero se cría en San Francisco, cerca de donde reside Tom Waits.
Holland dice respecto a su música: “Durante los últimos años, he empezado a entender en qué consiste mi trabajo. Al principio, encontraba ese concepto global de ser un músico profesional como algo muy confuso. Muchas de esas canciones antiguas que escribía eran solamente para mí y mi círculo de amigos. Somos artistas que pasamos por tiempos duros intentando sobrevivir en América, y vemos nuestra cultura como una luz drástica y asustadiza. Cantaba esas canciones pensadas para un pequeño grupo de gente, e iban a parar a uno más extenso que no conocía. No entendía cómo esos extraños conectaban con mis canciones sobre suicidios y oscuridad”
Comienza su carrera con dos discos, Catalpa y el muy logrado Escondida. Después ha publicado cuatro discos más como Springtime Can Kill You con una orientación añeja, un cuadro con pinceladas de los años 30, jazz, blues áspero, swing y varias canciones de amor.
En cambio The Living and the Dead, de 2008, más llano y ligero. Hecho con la colaboración de Marc Ribot y M Ward. Incluye temas como “Mexico City” en que explica un delirio. “Tuve un loco sueño en el que yo aparecía como esposa de William Burroughs. Una canción escrita desde el punto de vista de Joan Vollmer Burroughs, mientras ella y Jack Kerouac, que eran amigos, se encuentran a una novia y amiga común.”
En Pint of Blood, publicado en 2011, se inspira en la espontaneidad de Neil Young. Es su versión más clara y más pura aunque ella nunca se caracterizó por ser una persona excesivamente alegre.
Con Wine Dark Sea publicado en 2014, vuelve a sus orígenes. Oscura, profunda, penetrante, incisiva. La crítica considera que seguramente es su mejor disco. Dentro del género americana, con buenos arreglos, hace también soul con su sello y explora elementos de la escena cajún y de Nueva Orleans en “Saint Dymphna”, homenajea con conocimiento de causa a Pops Staples en “Dark Days”. Y al piano recuerda a su maestro Tom Waits en temas como “Palm Wine Drunkyard” o “Long Way Home” del poeta de Pomona.

## Discografía

### Álbumes en vivo
- Jolie Holland and The Quiet Orkestra  2002
- Catalpa  2003

### Álbumes de estudio
- Escondida  2004
- Springtime Can Kill You  2006
- Los vivos y los muertos  2008
- Pint of Blood  2011
- Wine Dark Sea 2014

### Colaboraciones
- Múltiples colaboraciones con David Dondero , incluyendo coros en la canción "Analysis Of A 1970's Divorce" (2001) del álbum Shooting at the Sun With a Water Gun
- Vocalista principal en The Grey Funnel Line en Hal Willner's Rogue's Gallery: Pirate Ballads, Sea Songs, and Chanteys  ( 2006)
- Coros para Bad Religion álbum de estudio en solitario de Greg Graffin frontman  Cold as the Clay
- Violín en el álbum de Los Speakers  Yeats Is Greats
- Coros en el álbum de Chuck Ragan  Feast or Famine
- Letras e interpretación en Flood of Dreams de la película King of California
- Coros en "Cinders of the Sun" y "Heart of Misery"[4] para Steve Abel y el álbum DE Chrysalids' Flax Happyon
- Coros en David Gray " Kathleen "
- Contribución a dos pistas del álbum  Human Dance Muerte  de Sage Francis
- Coros en "Songs for Love Drunk Sinners" de Jan Bell y los Cheap Dates
- Colaboración con Booker T. Jones en el álbum "What A Wonderful World"
- Coros en "Old/New" de Frally
- Coros en "Alabama chicken" y "Rattlesnake charm (Dream machine)" de Sean Hayes